# 支撐级救援打撈船
支撐级救援打撈船是二战期间为美国海军设计和建造的一系列救援和打捞船。 「支撐級」等救援和打捞船可以保护在战斗中受损的战斗舰艇免受进一步损坏，并将其拖至安全地带。救援、打捞和拖航船为战斗中的军舰提供快速灭火、泵送、战损修复和救援拖带，并将其拖至安全区域的船舶或基地进行抢修。

## 历史
由玄武岩公司的鋼鐵部門建造了所有六艘「支撐級」船舶。该公司（位于加利福尼亚州纳帕南部纳帕河沿岸）最初于 1920 年开始从事采石业务，但到 1938 年开始建造自己的驳船。 
1941 年 10 月 24 日，美國國會通過立法建立海軍救助服務處。珍珠港事件後，海軍可以通過 1941 年 12 月 11 日與「梅里特-查普曼和斯科特」簽訂的合同開始打撈行動。這也使得美國海軍可以讓「梅里特-查普曼和斯科特」培訓未來的海軍打撈操作員。 救助人員的主要工作是加強超出船員能力範圍的損害控制。 這可能包括救火、拖船修復設施或清理港口中在戰鬥中受損或自沉的船隻。
修復受損船隻比建造新船隻要快得多。 在太平洋戰爭的跳島戰術中，救援人員將登陸艇從海灘上移走，清理海灘頭，使其成為繼續行動的集結地。 許多受損的船隻及其貨物被保留和修復，然後用於未來的行動。
美国海军建设局与海军军官和打捞行业一起设计了「支撐級」特级打捞船，并在第二次世界大战期间订购了新级打捞船。这些是坚固的远洋拖船，配备了柴电推进装置和强大的自动张紧牵引绞车。 Bolster级与Diver打捞船设计密切相关，拥有5英尺（1.5米）更宽的船宽以增加稳定性和设备。 

## 艦名列表
| 艦名     | 舷號   | 建造                | 退役               | 現況                                                      |
| -------- | ------ | ------------------- | ------------------ | --------------------------------------------------------- |
| 支撐號   | ARS-38 | 1945 年 5 月 1 日   | 1994 年 9 月 24 日 | 2011 年 4 月 12 日 以废品形式出售                         |
| 保护者號 | ARS-39 | 1945 年 6 月 9 日   | 1994 年 4 月 1 日  | 2004 年 11 月 作为擔任靶艦擊沉                            |
| 提升號   | ARS-40 | 1945 年 7 月 21 日  | 1994 年 9 月 30 日 | 2007 年 7 月 17 日 以废品形式出售                         |
| 时机號   | ARS-41 | 1945 年 10 月 5 日  | 1993 年 4 月 30 日 | 2003 年 12 月 5 日 以废品形式出售                         |
| 取料机號 | ARS-42 | 1945 年 12 月 20 日 | 1994 年 9 月 16 日 | 2011 年 4 月 12 日 以废品形式出售                         |
| 恢复號   | ARS-43 | 1946 年 5 月 15 日  | 1994 年 9 月 20 日 | 1998年9月30日移交給中華民國海軍並改名為大屯艦；目前服役中 |
| 猎犬號   | ARS-44 |                     |                    | 1945 年 8 月 13 日，建造取消                              |
| 熟练號   | ARS-45 |                     |                    | 1945 年 8 月 27 日，建造取消                              |
| 支持號   | ARS-46 |                     |                    | 1945 年 8 月 12 日，建造取消                              |
| 劳苦者號 | ARS-47 |                     |                    | 1945 年 8 月 12 日，合同取消                              |
| 紧迫號   | ARS-48 |                     |                    | 1945 年 8 月 12 日，合同取消                              |
| 愿意號   | ARS-49 |                     |                    | 1945 年 8 月 12 日，合同取消                              |



## 運作
船员人数约为 120 人，其中包括潜水员，配备了船上的一些独特功能。两台消防炮，能够泵出4,000美制加侖（15,000公升；3,300英制加侖）每分钟向着火的甲板的水，协助救援工作。完整的机械车间允许切割和组装补丁，修复损坏的船体足够长的时间，以便返回港口进行任何重大维修。前部吊臂可举升 20 吨，而尾部扇形尾翼的最大举升力为 8 吨。扇尾上还有 Almon Johnson 拖曳机，其高度为2,100英尺（640） 2-英寸（51-）钢丝绳最大拉力可达50吨。
此外，艦內的救助艙裡還存放著大量便攜式救助設備—泵、發電機和各種尺寸的焊接機，可以放置在任何需要的地方。 此外，船上還維護著八個完整的沙灘裝備腿，每個腿能夠產生高達 60 噸的拉力。 這些船可以利用其主艏滾輪從海底提升最多 150 噸的重量，並使用輔助艏滾輪額外提升 30 噸的重量。 再壓縮室可用於治療潛水相關疾病，並且正在使用 MK-5 水面供氣潛水系統。 
該艦的船員還能夠在航行時對博爾斯特級艦艇本身進行小修。 主甲板上有一個配備焊機的小型直流電氣車間，而第二層甲板上有一個可以復制零件和進行維修的大型機電車間。 船員可以使用機載機器製造小零件，包括鑽床、磨床和車床。 船員還可以使用船上設備來修補打撈船，但造船廠通常會進行規模更大、更複雜的修理，而這些修理超出了船員的能力。。 

## 導航
船舶的航行在駕駛台上進行，電子設備在船舶的整個使用壽命期間進行更新。 駕駛台上裝有指南針、發動機指令電報機、陀螺儀中繼器和舵。 右舷側的駕駛台後面是海圖室，而帶有測深計的雷達室則位於左舷側。 橋面的後部設有通訊室，用於接收和發送公報。 陀螺室位於駕駛台下方第一平台。

## 武裝
第二次世界大戰期間，美國海軍為「支撐級」級配備了防禦武器和安全設備。波斯特級40 毫米（1.57 英寸）火砲主要用作針對飛機和小型艦船的防禦武器。戰後，海軍將該艦的武器裝備改為兩門20毫米（0.79英寸）火砲和兩挺50口徑機槍。最終，「支撐級」僅攜帶50口徑火砲。萬一沉沒，駕駛台上有兩艘 35 英尺 (11 m) 的救生艇和七艘橡膠救生艇。